# 甘露寺伊長
甘露寺 伊長 （かんろじ これなが）は、室町時代後期から戦国時代にかけての公卿。権大納言・甘露寺元長の子。官位は従一位・権大納言。甘露寺家19代。

## 官暦
注釈のないものは『公卿補任』に基づく
- 長享元年（1487年） 12月20日：叙爵（従五位下）
- 明応元年（1492年） 12月21日：元服、左衛門佐[1]
- 明応2年（1493年） 3月25日：従五位上
- 明応9年（1500年） 6月13日：蔵人。7月某日：権右少弁[1]。12月26日：正五位下
- 明応10年（1501年） 正月19日：右少弁
- 永正4年（1507年） 9月6日：左少弁[1]
- 永正5年（1508年） 某日：院別当[1]。8月19日：正五位上
- 永正7年（1510年） 12月13日：左中弁
- 永正8年（1511年） 11月11日：従四位下、蔵人頭。11月28日：従四位上
- 永正9年（1512年） 某日：正四位下[1]。4月30日：正四位上
- 永正15年（1518年） 6月23日：左大弁、参議
- 永正16年（1519年） 12月28日：従三位
- 永正18年（1521年） 4月21日：権中納言
- 大永2年（1522年） 正月5日：正三位
- 享禄2年（1529年） 2月17日：従二位
- 天文3年（1534年） 9月2日：権大納言
- 天文10年（1541年） 正月12日：上卿
- 天文12年（1543年） 11月3日：神宮伝奏
- 天文13年（1544年） 12月29日：辞権大納言、任按察使
- 天文15年（1546年） 10月1日：辞伝奏
- 天文17年（1549年） 12月26日：従一位。12月30日：薨去（享年65）

## 系譜
- 父：甘露寺元長[1]
- 母：高倉永継の娘[1]
- 生母不明の子女
  - 女子：正親町公叙室、のち甘露寺経元室[2]
  - 女子：木造氏室[2]
- 養子
  - 甘露寺俊長（1538-1548） - 中御門宣治の長男[2]
  - 甘露寺熙長（1534-1548） - 中山孝親の長男[2]
  - 甘露寺経元（1535-1585） - 冷泉為豊の次男[1][2]、家督を継ぐ